# Bahnstrecke Château-Thierry–Oulchy-Breny
| Bahnhof Château-Thierry 1916 |                      |                                                           |                                                           |
| Streckennummer (SNCF): | 073 000              |                                                           |                                                           |
| Kursbuchstrecke (SNCF): | 24                   |                                                           |                                                           |
| Streckenlänge: | 28,3 km              |                                                           |                                                           |
| Spurweite: | 1435 mm (Normalspur) |                                                           |                                                           |
| Maximale Neigung: | 15 ‰                 |                                                           |                                                           |
| Zweigleisigkeit: | nein                 |                                                           |                                                           |
| |                      |                                                           |                                                           |
| \| \| \| Bahnstrecke Paris–Strasbourg von Strasbourg \| \| \| \| 0,0 \| Château-Thierry \| 63 m \| \| \| 0,3 \| Bahnstrecke Paris–Strasbourg nach Paris-Est \| Bahnstrecke Paris–Strasbourg nach Paris-Est \| \| \| \| Marne (zerstört) \| \| \| \| \| Bahnstrecke Château-Thierry–Mareuil-sur-Ourcq \| \| \| \| 5,3 \| Château-Thierry-les-Chesneaux \| 63 m \| \| \| ~9,8 \| Tunnel de Bézuet (heute Sickerleitung[2]; ~400 m) \| Tunnel de Bézuet (heute Sickerleitung[2]; ~400 m) \| \| \| \| \| \| \| \| \| LGV Est européenne A 4 \| \| \| \| \| \| \| \| \| ~10,2 \| \| \| \| \| 11,1 \| Bézu-Saint-Germain \| Bézu-Saint-Germain \| \| \| 20,3 \| Coincy \| Coincy \| \| \| 25,1 \| Bahnstrecke Trilport–Bazoches von Reims über Bazoches \| Bahnstrecke Trilport–Bazoches von Reims über Bazoches \| \| \| 28,3 \| Oulchy-Breny \| 87 m \| \| \| \| Bahnstrecke Trilport–Bazoches nach Paris-Est über Triport \| \| |                      |                                                           |                                                           |
| Strecke |                      | Bahnstrecke Paris–Strasbourg von Strasbourg               | Bahnstrecke Paris–Strasbourg von Strasbourg               |
| Bahnhof | 0,0                  | Château-Thierry                                           | 63 m                                                      |
| Abzweig ehemals geradeaus und nach links | 0,3                  | Bahnstrecke Paris–Strasbourg nach Paris-Est               | Bahnstrecke Paris–Strasbourg nach Paris-Est               |
| Brücke über Wasserlauf (Strecke außer Betrieb) |                      | Marne (zerstört)                                          | Marne (zerstört)                                          |
| Kreuzung mit U-Bahn geradeaus oben (Strecken außer Betrieb) |                      | Bahnstrecke Château-Thierry–Mareuil-sur-Ourcq             | Bahnstrecke Château-Thierry–Mareuil-sur-Ourcq             |
| Bahnhof (Strecke außer Betrieb) | 5,3                  | Château-Thierry-les-Chesneaux                             | 63 m                                                      |
| Tunnelanfang (Strecke außer Betrieb) | ~9,8                 | Tunnel de Bézuet (heute Sickerleitung; ~400 m)            | Tunnel de Bézuet (heute Sickerleitung; ~400 m)            |
| |                      |                                                           |                                                           |
| Kreuzung (Strecke geradeaus außer Betrieb) (im Tunnel) |                      | LGV Est européenne A 4                                    | LGV Est européenne A 4                                    |
| |                      |                                                           |                                                           |
| Tunnelende (Strecke außer Betrieb) | ~10,2                |                                                           |                                                           |
| Bahnhof (Strecke außer Betrieb) | 11,1                 | Bézu-Saint-Germain                                        | Bézu-Saint-Germain                                        |
| Bahnhof (Strecke außer Betrieb) | 20,3                 | Coincy                                                    | Coincy                                                    |
| Abzweig ehemals geradeaus und von rechts | 25,1                 | Bahnstrecke Trilport–Bazoches von Reims über Bazoches     | Bahnstrecke Trilport–Bazoches von Reims über Bazoches     |
| Dienststation / Betriebs- oder Güterbahnhof | 28,3                 | Oulchy-Breny                                              | 87 m                                                      |
| Strecke |                      | Bahnstrecke Trilport–Bazoches nach Paris-Est über Triport | Bahnstrecke Trilport–Bazoches nach Paris-Est über Triport |

Die Bahnstrecke Château-Thierry–Oulchy-Breny war eine eingleisige, französische Eisenbahnstrecke, die stillgelegt und vollständig abgebaut ist. Sie ermöglichte die Verbindung zwischen Château-Thierry, der Unterpräfektur des Départements Aisne, und La Ferté-Milon, wohin Züge aus Château-Thierry immer bis dort auf der Bahnstrecke Trilport–Bazoches durchliefen. Diese beiden Strecken können als unmittelbare Fortsetzung verstanden werden, sprach man in dem Konzessionsgesuch doch immer von dem „Tal der Ourcy zwischen Ferté-Milon und Esternay, nahe bei oder durch Château-Thierry und Montmirail“. Zusammen mit anderen Strecken wurde am 31. Dezember 1875 den Chemins de fer de l’Est die Konzession für den Bau und Betrieb dieser Strecke zugeteilt.
Bereits zum 5. Mai 1938 endete die Personenbeförderung auf der Strecke. Güterverkehr fand ab dem 12. November 1954 nur noch auf dem acht Kilometer langen nördlichen Abschnitt statt, der fortan als Abzweig der Bahnstrecke Trilport–Bazoches klassifiziert war. 1962 war dieser Abschnitt noch im Inventar. Wann die Strecke endgültig geschlossen und entwidmet wurde, ist nicht bekannt. Angeblich fuhr am 30. September 1996 der letzte Güterzug und ab 2001 wurde die Strecke abgebaut.